# Monowi (Nebraska)
Monowi (/ˈmɒnoʊwaɪ/ MON-oh-wy) és un poble incorporat al comtat de Boyd, Nebraska, Estats Units. Va obtenir reconeixement nacional i internacional després que el cens dels Estats Units de 2010 establís que només comptava amb un resident del poble, Elsie Eiler. El cens de 2020 va informar que la població de Monowi havia augmentat a dos. Segons la tradició, el nom Monowi significa "flor" en una llengua nativa americana no identificada. Monowi va rebre el nom de les moltes flors silvestres que creixen al lloc original del poble.